# Timandra impuncta
Timandra impuncta là một loài bướm đêm trong họ Geometridae.